# Swallow Sidecar SS2
La SS 2 è un'autovettura di carattere sportivo prodotta dalla SS Cars Ltd dal 1932 al 1936 in 1.790 esemplari. In seguito, più precisamente nel 1945, la Casa automobilistica adottò l'attuale denominazione Jaguar.

## Contesto

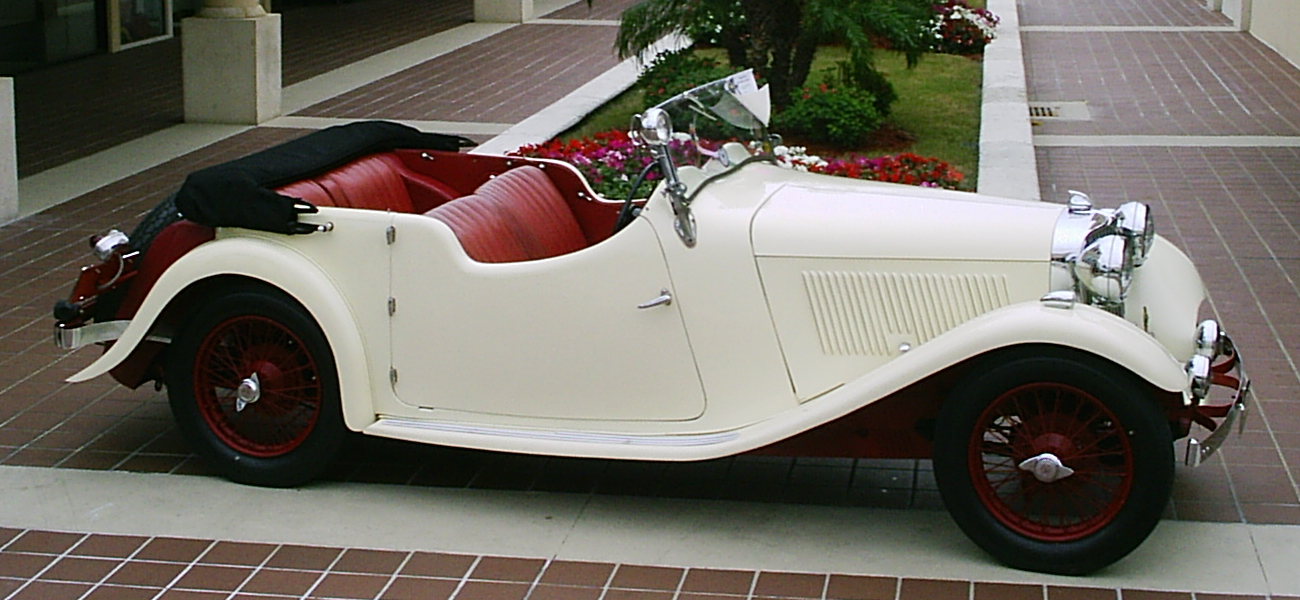
Una SS2 roadster

Fu la seconda vettura prodotta dalla SS Cars Ltd, e venne commercializzata per essere in concorrenza con la Austin 7, la Standard 9 hp e la Fiat Balilla. Era quindi un modello dalle dimensioni contenute e di conseguenza montava, in origine, un motore a quattro cilindri in linea di soli 1.004 cm³ di cilindrata che erogava una potenza di 28 CV. La velocità massima raggiunta da questi esemplari era di 95 km/h. 
In seguito, insieme ad un corpo vettura più grande, vennero offerti altri due motori a quattro cilindri, uno da 1.343 cm³ ed uno da 1.608 cm³ che sviluppavano una potenza, rispettivamente, di 32 CV e 38 CV. Con le nuove motorizzazioni, la vettura raggiungeva la velocità di 105 km/h.
Tutti questi motori erano forniti dalla Standard.
La trazione era posteriore, mentre il motore era anteriore. Il cambio era manuale a tre o quattro rapporti. Erano offerti tre tipi di carrozzeria, tutti a due porte: coupé, berlina, e roadster.